# Клаудия Циглер
Клаудия Циглер (на немски: Claudia Ziegler) е германска писателка, авторка на бестселъри в жанровете исторически роман. Пише сценарии и любовни романи под псевдонима Клер Уинтър (Claire Winter).

## Биография и творчество
Клаудия Циглер е родена в Западен Берлин на 3 януари 1968 г. Следва френска филология, немски език и журналистика. След дипломирането си работи като журналист на свободна практика за ZDF и сценарист за телевизията.
Първият ѝ роман „Мадам Дьо Помпадур“ е издаден през 2007 г. Романът представя живота на любимката на краля на Франция, която съчетава красота и женска хитрост, остър ум и брилянтна способност за оцеляване, изтънчен вкус и безмерен разкош, станала синоним на съблазънта, лукса и греха.
Произведенията си, различни от историческите романи, публикува под псевдонима Клер Уинтър. От 2013 г. излизат няколко нейни книги, посветени на Германия след Втората световна война.
Клаудия Циглер живее със семейството си в Берлин.

## Произведения

### Като Клаудия Циглер
- Die Favoritin des Königs (2007)
Мадам Дьо Помпадур, изд.: ИК „Емас“, София (2013), прев. Ваня Пенева
- Die geheime Tochter (2009)
- Das Mädchen mit dem zweiten Gesicht (2011)

### Като Клер Уинтър
- Die Schwestern von Sherwood (2013)
- Die verbotene Zeit (2015)
- Die geliehene Schuld (2018)

### Екранизации
- 1998 Die Diebin – ТВ филм, история
- 2000 Die Motorrad-Cops: Hart am Limit – ТВ сериал, 1 епизод